# Pino, Korsika
Pino (korsikanska: Pinu) är en kommun i departementet Haute-Corse på ön Korsika i Frankrike. Kommunen ligger i kantonen Capobianco som tillhör arrondissementet Bastia. År 2022 hade Pino 154 invånare.

## Befolkningsutveckling
Antalet invånare i kommunen Pino
Referens:INSEE